# Наследницы (фильм, 2018)
«Наследницы» (исп. Las herederas) — драматический фильм 2018 года совместного производства Парагвая, Уругвая, Германии, Бразилии, Норвегии и Франции, полнометражный режиссерский дебют Марсело Мартинесси. Мировая премьера фильма состоялась 16 февраля 2018 на 68-м Берлинском международном кинофестивале, где он принимал участие в основной конкурсной программе в соревновании за «Золотого медведя» и получил несколько наград.

## Сюжет
Чела и Чикита, наследницы богатых парагвайских семей, прожили как пара в течение 30 лет. С годами они адаптировались к фиксированному распределению ролей. Экстраверт Чикита несет ответственность за управление совместной жизнью. Чела, со своей стороны, неохотно выходит из дома, предпочитая провести день за мольбертом. Финансовые трудности вынуждают их продавать часть унаследованных ими любимых вещей, каждый из которых является памятной вещью. Когда Чикиту отправляют в тюрьму за долги, Чела вдруг остается в одиночестве. Она использует свой старый «Daimler» для оказания услуг такси богатым пожилым женщинам по-соседству. В своей новой роли водителя, она встречается с одной из дочерей этих женщин — молодой и жизнеутверждающей Анжи. Эта встреча заставляет довольно пассивную Челу выйти из уединения и помогает ей снова открыть собственные желания.